# 名古屋市立名塚中学校
名古屋市立名塚中学校（なごやしりつ なづかちゅうがっこう）は、愛知県名古屋市西区新福寺町二丁目にある公立中学校。

## 歴史

### 沿革
- 1948年（昭和23年） - 名古屋市立浄心中学校より分離独立し、名古屋市立名塚中学校が成立[1]。
- 1951年（昭和26年） - 愛知県血清製造所敷地により校地拡張[1]。
- 1957年（昭和32年） - 愛知県食品工業試験所敷地により校地拡張[1]。
- 1977年（昭和52年）度 - 名塚地域スポーツセンターが開設される[2]。
- 1979年（昭和54年）度 - 運動場に照明設備が整備される[2]。
- 1983年（昭和58年） - 朝の瞑想活動により中日教育賞を受賞する[1]。
- 2022年（令和4年）度 - 体育館にエアコンが整備される[3][4]。

## 校舎
本校舎と別棟に分かれている。本校舎と別棟は渡り廊下で結ばれている。格技場、体育館等があり、プールは格技場屋上に設置されている。
本校舎は老朽化が進んでおり、2012年12月には階段の天井が崩落する事故が発生した。原因は雨漏りであり、翌2013年1月に補修工事が行われた。

## 特色
名古屋市では数校しか行われていない瞑想が実施されている。瞑想では、委員会、部活動、クラス、先生などが行うほか、まれに学校外部からPTA会長などを招いて行われることがある。
また、2012年、名古屋市の「夢チャレンジ支援事業」に選ばれ、屋上緑化を行っている。。

## 校訓
- 自主：進んで行い
- 創造：深く考え
- 友愛：親しく交わる

## 校章
1948年6月1日開校。同時に校章図案を学区内一般から広く募集し、制定した。図案にイネを採用したのは、当時本校と同学区の庄内小学校が明治20年ごろまで稲生にあって、稲生学校という校名であったことと、当時学校の周囲が全部水田で、そのイネのようにすくすくと育つようにとの意味をこめたものである。

## 部活動
2021年（令和3年）度は、サッカー部（男子）・野球部（男女）・ハンドボール部（女子）・バスケットボール部（女子）・ソフトテニス部（女子）・バレーボール部（女子）・水泳部（男女）・剣道部（男女）・合唱部（男女）・文芸部（男女）がそれぞれ活動した。

## 通学区域
所管する名古屋市教育委員会は、2017年（平成29年）4月1日現在、名古屋市立庄内小学校・名古屋市立稲生小学校の学校区を通学区域として指定している。

## 交通アクセス
- 名古屋市営地下鉄鶴舞線「庄内通駅」下車
  - 2番出口を西へ直進約600ｍの突き当たりに行き徒歩約7分[8]。
- 名古屋市営バス栄25号系統終点「名塚中学」下車
  - 朝夕のみの運行。
- 名古屋市営バス栄27号系統・西巡回系統「名塚中学」下車

## 著名な卒業生
- 熊田裕通（政治家・衆議院議員）[9]
- 鹿嶌敏昭（名古屋市会議員）
- 清水義範（小説家）
- ko-dai（Sonar Pocket：ボーカル）
- 阿比留李帆（元・SKE48メンバー）